# Phare de Ponta do Cintrão
Le phare de Ponta do Cintrão est un phare situé sur Ponta do Cintrão, dans la freguesia de Ribeirinha de la municipalité de Ribeira Grande, sur l'île de São Miguel (Archipel des Açores - Portugal).
Il est géré par l'autorité maritime nationale du Portugal à Oeiras (Grand Lisbonne) .
La péninsule est une zone de protection spéciale pour les oiseaux nommée IBA de Ponta do Cintrão. Le phare est inscrit au patrimoine culturel des Açores.

## Histoire
Le phare a été mis en service le 28 mai 1957. C'est une tour octogonale de 14 mètres  de haut, avec galerie et lanterne, attenante à un complexe de bâtiments techniques d'un étage. La tour est en béton non peint et le dôme de lanterne est rouge. Il est équipé d'un système optique dioptrique rotatif de 500 mm de grandeur focale dont la lumière, à l'origine, était alimentée au gaz d'acétylène.
En 1987, le phare a été équipé de panneaux photovoltaïques pour une alimentation à l'énergie solaire. Le reste des bâtiments fut alimenté par un groupe électrogène. En 2000, la station est reliée au réseau électrique public. Il émet deux éclats blancs, toutes les 10 secondes, visibles jusqu'à 26 kilomètres.
Le phare est localisé au centre du littoral nord de l'île, à environ 4 kilomètres au nord-est de Ribeira Grande. Le site est ouvert et le phare se visite le mercredi après-midi.
Identifiant : ARLHS : AZO17 ; PT-726 - Amirauté : D2659 - NGA : 23640 .

## Lien connexe
- Liste des phares des Açores